# Bataille du Dogger Bank (1696)
 (novembre 2018).
Si vous disposez d'ouvrages ou d'articles de référence ou si vous connaissez des sites web de qualité traitant du thème abordé ici, merci de compléter l'article en donnant les références utiles à sa vérifiabilité et en les liant à la section « Notes et références ».
Pour les articles homonymes, voir Bataille du Dogger Bank.
Guerre de la Ligue d'Augsbourg
Batailles
- Philippsbourg (1688)
- Sac du Palatinat (1689)
- Baie de Bantry (1689)
- Mayence (1689)
- Walcourt (1689)
- Fleurus (1690)
- Cap Béveziers (1690)
- La Boyne (1690)
- Limerick (1690)
- Staffarda (1690)
- Québec (1690)
- Coni (1691)
- Mons (1691)
- Leuze (1691)
- Aughrim (1691)
- La Hougue (1692)
- Namur (1692)
- Steinkerque (1692)
- Lagos (1693)
- Neerwinden (1693)
- La Marsaille (1693)
- Charleroi (1693)
- Saint-Malo (1693)
- Rivière Ter (1694)
- Camaret (1694)
- Texel (1694)
- Dieppe (1694)
- Bruxelles (1695)
- Namur (1695)
- Dogger Bank (1696)
- Carthagène (1697)
- Barcelone (1697)
- Baie d'Hudson (1697)

La bataille du Dogger Bank est une bataille navale livrée en mer du Nord le 17 juin 1696, pendant la guerre de la Ligue d'Augsbourg (1689-1697).

## Déroulement
Un convoi de 112 navires marchands, escorté par cinq navires de guerre hollandais armés de 24 à 44 canons, est attaqué par une escadre de corsaires français commandée par Jean Bart. 
Les corsaires disposent de la supériorité numérique sur les navires d'escorte, ainsi que d'une plus grande puissance de feu. De plus, leurs équipages sont constitués de vétérans très expérimentés. 
La bataille commence à 19 heures. La frégate de Jean Bart, le Maure (54 canons), engage le combat avec le Raadhuis-van-Haarlem, le plus puissant des navires hollandais. Trois heures de lutte sont nécessaires pour en venir à bout et son commandant Rutger Bucking est tué. Les autres bâtiments hollandais succombent l'un après l'autre, tandis que vingt-cinq navires marchands sont incendiés et autant capturés. Pour les corsaires, il était temps : seize vaisseaux ennemis et deux brûlots se profilent à l'horizon.
Poursuivi par une véritable meute, l'escadre de Jean Bart et ses prises trouvent refuge au Danemark début juillet puis regagnent Dunkerque, leur port d'attache, le 28 septembre, au nez et à la barbe des vaisseaux britanniques de Benbow et néerlandais de l'amiral Wanzel, avec 1 200 prisonniers.

## Navires engagés
| - Le Maure, pavillon amiral, frégate, 54 canons, capitaine Jean Bart, 15 tués, 16 blessés - L’Adroit, frégate, 44 canons - Le Mignon, frégate, 44 canons - Le Jersey, frégate, 40 canons - Le Comte, frégate, 40 canons - L’Alcyon, frégate, 38 canons - Le Milfort, frégate, 36 canons - Le Tigre, brûlot - Le Saint Jean, barque longue - Le Deux Frères, barque longue - Le Lamberly, 8 canons - La Bonne Espérance, 6 canons. |  | - Le Raadhuis-van-Haarlem, pavillon amiral, 44 canons, capitaine Rutger Bucking (tué), capturé - Le Comte de Solnis, 38 canons, capturé - Le Wedam, 38 canons, capturé - Deux navires de 24 canons - 112 navires marchands. |

### Sources et bibliographie
- Jean-Jacques Michaud, « Le Soleil de glace », revue Navires et Histoire, no 36, juin/juillet 2006.
- Guy Le Moing, Les 600 plus grandes batailles navales de l'Histoire, Rennes, Marines Éditions, mai 2011, 620 p. (ISBN 9782357430778)
- Michel Vergé-Franceschi (dir.), Dictionnaire d'Histoire maritime, Paris, éditions Robert Laffont, coll. « Bouquins », 2002, 1508 p. (ISBN 2-221-08751-8 et 2-221-09744-0)
- Jean Meyer et Martine Acerra, Histoire de la marine française : des origines à nos jours, Rennes, éditions Ouest-France, 1994, 428 p. (ISBN 2-7373-1129-2)
- Rémi Monaque, Une histoire de la marine de guerre française, Paris, éditions Perrin, 2016, 526 p. (ISBN 978-2-262-03715-4)
- Étienne Taillemite, Dictionnaire des marins français, Paris, Tallandier, coll. « Dictionnaires », octobre 2002, 537 p. [détail de l’édition] (ISBN 978-2847340082)
- Lucien Bély (dir.), Dictionnaire Louis XIV, Paris, éditions Robert Laffont, coll. « Bouquins », 2015, 1405 p. (ISBN 978-2-221-12482-6)
- Jacques Garnier (dir.), Dictionnaire Perrin des guerres et des batailles de l'histoire de France, Paris, éditions Perrin, 2004, 906 p. (ISBN 2-262-00829-9)
- Charles La Roncière, Histoire de la Marine française : Le crépuscule du Grand règne, l’apogée de la Guerre de Course, t. 6, Paris, Plon, 1932, 674 p. (lire en ligne)
- Onésime Troude, Batailles navales de la France, t. 1, Paris, Challamel aîné, 1867-1868, 453 p. (lire en ligne)